# Perry Mason: La donna del lago
Perry Mason: La donna del lago (Perry Mason: The Case of the Lady in the Lake) è un film per la televisione del 1988, diretto dal regista Ron Satlof.

## Trama
Sara Wingate è una donna molto ricca. Da ragazzina era stata rapita con la sorella gemella alla quale era molto legata. Purtroppo, durante il rapimento la sorella Amy era morta nel lago assieme al rapitore e Sara ancora dopo anni soffre per la perdita rischiando la depressione. Un giorno conosce e sposa Billy Travis, un ex tennista che tutti credono ammaliato dai soldi della ragazza. I due sono felici ma Sara ripensa spesso ai fatti del passato e si ritrova sul pontile del lago dove le due ragazze giocavano da piccole. Una sera Travis viene chiamato dal fratello che ha bisogno di soldi, ma Billy li nega e Frank se ne va arrabbiato. Nel frattempo Lisa, una vecchia spasimante di Billy, bacia Travis, proprio quando arriva Sara che li vede e va via sconvolta. Billy cerca di riappacificarsi con la moglie e un po' più sereni vanno a dormire. Nella notte Sara si sveglia e si reca al pontile, il suo luogo dove pensare, e qui viene aggredita e portata in barca sul lago. Nel frattempo Billy si sveglia a causa di una telefonata anonima che lo informa di una disgrazia occorsa alla moglie. In preda al panico, l'uomo corre al lago e prende una barca per cercare la donna quando arrivano i poliziotti e lo arrestano con l'accusa dell'omicidio di Sara, di cui comunque non si trova il corpo. Perry Mason assume la difesa dell'uomo e grazie all'aiuto di Della Street e Paul Drake Jr. troverà nell'aula del tribunale la sorprendente verità. Sara è stata rapita e nascosta da Lisa, che lavora per uno dei dirigenti di una società appartenente a Sara; questi doveva nascondere le sue manovre finanziarie irregolari, fatte col denaro di Sara.

## Curiosità
- È l'ultimo film della serie dove compare William Katt.